# 倫特納鎮區 (密蘇里州謝爾比縣)
倫特納鎮區（英語：Lentner Township）是位於美國密蘇里州謝爾比縣的一個行政鎮區。

## 地方資料
倫特納鎮區的面積為81.74平方千米，當中陸地面積為81.65平方千米，而水域面積為0.08平方千米。根據2020年美國人口普查的數據，當地共有人口170人，而人口密度為每平方千米2.08人。